# Bevke
Bevke – wieś w Słowenii, w gminie Vrhnika. W 2018 roku liczyła 926 mieszkańców.